# Kommunalwahl in der Türkei 1955

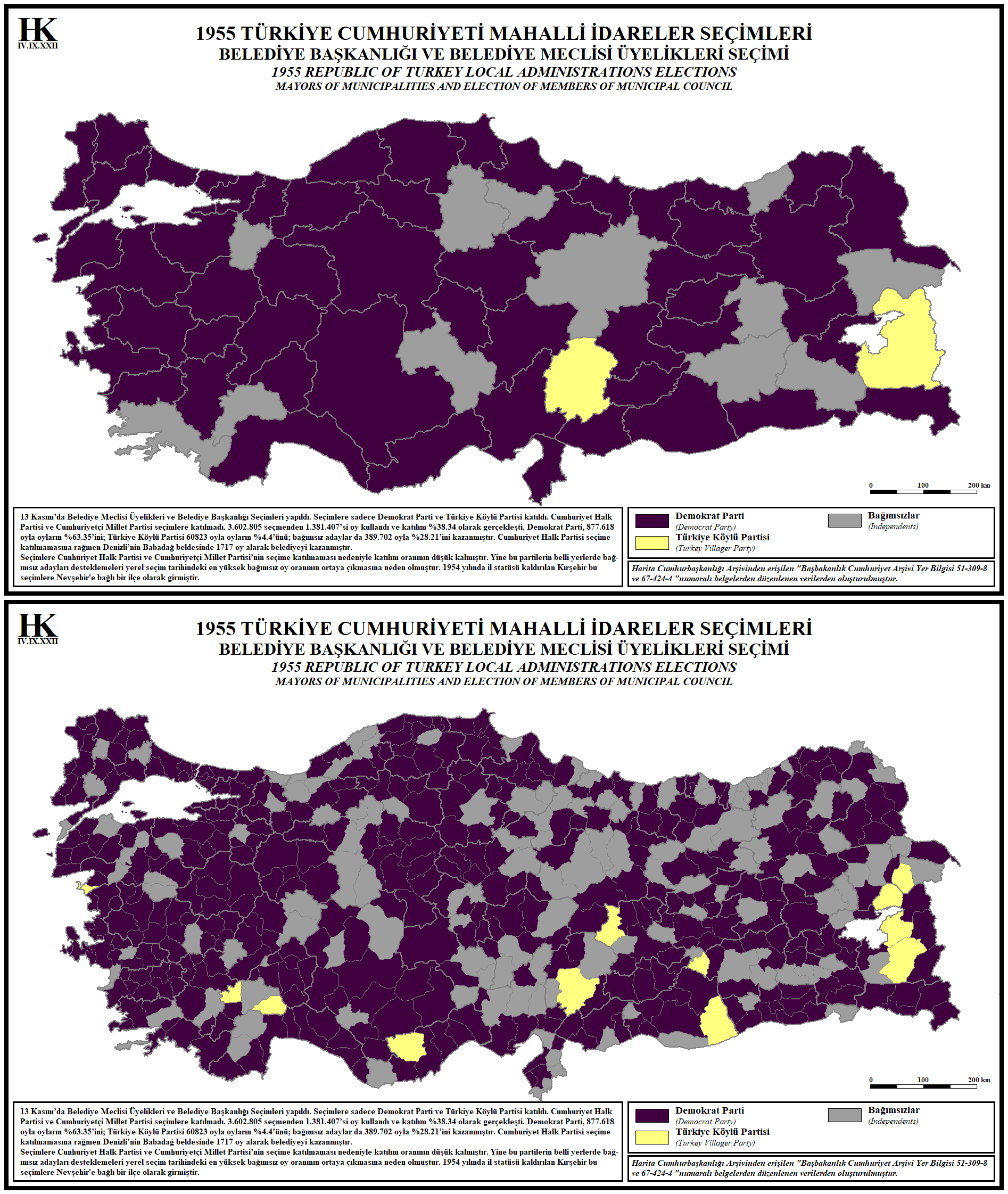

Die Kommunalwahlen in der Türkei 1955 fanden am 25. September desselben Jahres statt. 
Die Regierungspartei Demokrat Parti (DP) gewann mit großer Mehrheit.

## Ergebnis
| Partei                  | Vorsitzender   | Absolute Stimmen | Anteil Stimmen |
| ----------------------- | -------------- | ---------------- | -------------- |
| Demokrat Parti          | Adnan Menderes |                  | % 59           |
| Cumhuriyet Halk Partisi | İsmet İnönü    |                  | % 41           |
| Insgesamt               |                |                  | % 100.00       |